# Korňa
Korňa est un village de Slovaquie situé dans la région de Žilina.

## Géographie

### Situation
Le pittoresque village est situé dans les Beskides, dans l'unité géomorphologique Turzovská Highlands. Situé au nord-ouest de la ville Turzovka au point de coordonnées 18 ° 32'10 "de longitude est, 48 ° 24'42" de latitude nord, à une altitude de 559 m au centre du village. Il se trouve près de la frontière avec la République tchèque et la Pologne. La rivière Kornianka traverse le village, ainsi que ses affluents les ruisseaux Marcovský, Sobčákov et Dáždený. Les plus proches villages environnants sont Klokočov et Vyšný Kelčov.

### Climat
Il est typique pour cette région - assez froid avec des précipitations annuelles importantes. L'hiver 2005/2006 est resté dans les mémoires des habitants lorsque d'importants congères durent être dégagés par l'armée.

### Divisions administratives
Korňa est divisée administrativement en trois parties - Korňa I, II et III. Les différents hameaux sont nommés de manière traditionnelle ou nommés par les propriétaires d'origine par exemple : U Šprčoka, Zlámaná, U Jendriskov, U Gajdoší, U Ďurkáčí,U Zelenkov, U Hrtúsov, U Dubačí, U Sobčákov, U Marcov, Majtanov et autres. Le centre du village est l'axe reliant la maison communale - Église, sur lequel sont situés des magasins et cafés.

## Démographie

### Évolution de la population
| Année:               | 1994. | 2004.   | 2014.   | 2024.   |
| -------------------- | ----- | ------- | ------- | ------- |
| Nombre de personnes: | 2338  | 2237    | 2077    | 2020    |
| Différence:          |       | -4,31 % | -7,15 % | -2,74 % |

| Année:               | 2023. | 2024.   |
| -------------------- | ----- | ------- |
| Nombre de personnes: | 2025  | 2020    |
| Différence:          |       | -0,24 % |

## Dialectes
Le dialecte est un mélange d'expressions locales des citoyens de la partie slovaque, tchèque, polonais et des chaudronniers discours - appelé « krpoštiny ». Donc, il peut être trouvé dans le langage courant des termes introduits tels que la goutte (bonbons) et d'autres. Le stress est aussi unique - l'impact des langues précitées des nations environnantes.